# Хуан Лей (тенісистка)
Хуан Лей (нар. 10 березня 1986) — колишня китайська тенісистка.
Найвищу одиночну позицію світового рейтингу — 382 місце досягла 6 листопада 2006, парну — 228 місце — 9 липня 2007 року.
Здобула 1 одиночний та 2 парні титули.

## Фінали ITF
| Турніри $50,000 |
| Турніри $25,000 |
| Турніри $10,000 |

### Одиночний розряд: 2 (1–1)
| Результат | Ранг | Дата           | Турнір                 | Покриття | Суперниця       | Рахунок       |
| --------- | ---- | -------------- | ---------------------- | -------- | --------------- | ------------- |
| Поразка   | 1.   | 7 вересня 2005 | ITF Кіото, Японія      | Килим    | Беті Секуловскі | 2–6, 0–3 ret. |
| Перемога  | 1.   | 10 травня 2006 | ITF Таракан, Індонезія | Тверде   | Чень Ї          | 7–5, 6–4      |

### Парний розряд: 5 (2–3)
| Результат | Ранг | Дата              | Турнір                  | Покриття | Партнерка | Суперниці                    | Рахунок                |
| --------- | ---- | ----------------- | ----------------------- | -------- | --------- | ---------------------------- | ---------------------- |
| Поразка   | 1.   | 2 травня 2006     | ITF Джакарта, Індонезія | Тверде   | Сє Яньцзе | Септі Менде Аю Фані Дамаянті | 4–6, 4–6               |
| Поразка   | 2.   | 12 травня 2007    | ITF Ченду, КНР          | Тверде   | Сюй Їфань | Сон Шаньшань Сє Яньцзе       | 3–6, 5–7               |
| Перемога  | 1.   | 8 червня 2007     | ITF Чанша, КНР          | Тверде   | Сюй Іфань | Чжань Цзіньвей Куміко Їдзіма | 6–3, 6–4               |
| Перемога  | 2.   | 16 червня 2007    | ITF Ґуанчжоу, КНР       | Тверде   | Сюй Іфань | Чень Яньчон Чжоу Імяо        | 6–2, 7–6(7–4)          |
| Поразка   | 3.   | 11 листопада 2007 | ITF Тайчжоу, КНР        | Тверде   | Чжан Шуай | Сунь Шеннань Цзи Чуньмей     | 6–7(5–7), 6–1, [11–13] |